# ديل وليامز
ديل وليامز (بالإنجليزية: Dell Williams)‏ هي ممثلة أمريكية، ولدت في 5 أغسطس 1922، وتوفيت في 11 مارس 2015 في مانهاتن في الولايات المتحدة.